# Flaga Dagestanu
Symbolika flagi Dagestanu:
- Zieleń – oznacza islam
- Błękit – Morze Kaspijskie
- Czerwień – wierność, męstwo, odwagę, patriotyzm...

Ustanowiona 26 lutego 1994 roku. Proporcje flagi to 2:3.